# Tanjung (Delima)
Tanjung is een bestuurslaag in het regentschap Pidie van de provincie Atjeh, Indonesië. Tanjung telt 504 inwoners (volkstelling 2010).